# Atelinae
Phân họ Khỉ nhện (Danh pháp khoa học: Atelinae) là một phân họ (họ phụ) của khỉ Tân Thế giới trong họ Atelidae bao gồm nhiều loài khỉ nhện và khỉ len (Lagothrix) khác nhau. Đặc điểm phân biệt chính của các loài trong phân họ khỉ nhện là chúng có cái đuôi dài có khả năng cầm nắm, có thể hỗ trợ toàn bộ trọng lượng cơ thể của chúng, giúp chúng treo lơ lửng trên cành cây.

## Đặc điểm
Ateline sinh sống trên lục địa châu Mỹ từ miền nam Mexico qua miền trung Brazil và Bolivia. Là động vật hoạt động chủ yếu vào ban ngày và rất giỏi di chuyển, leo trèo trên cây, chúng di chuyển nhanh và nhào lộn qua những cái cây bằng cái đuôi của chunng một cách điêu luyện. Ateline cùng với những con khỉ hú có liên quan, là những con khỉ lớn nhất trong những loài khỉ ở Thế giới mới. Chúng sống theo nhóm, thể hiện mối quan hệ giữa các nhóm thân thiện và có thể kết hợp thành các tập hợp lớn trong thời gian dài.
Atelines là những con khỉ ăn lá và ăn trái cây, là kiểu động vật ăn chay, chế độ ăn uống của chúng chủ yếu là trái cây, hạt và lá, với Ateles thì chúng ăn trái cây đặc trưng nhất theo đó, trái cây chiếm hơn 80% khẩu phần ăn của chúng. Những loài này phụ thuộc nhiều nhất vào cây ăn quả phân bố chắp vá có phạm vi lớn nhất. Những con vật này được đặc trưng bởi tốc độ sinh sản chậm: con cái chỉ sinh con một lần trong hai đến bốn năm một lần. Nhiều loài bị săn bắt để lấy thịt và sự hủy hoại môi trường sống của chúng cũng gây nguy hiểm cho chúng; khỉ nhện đã đứng trước bờ vực của sự tuyệt chủng.

## Phân loài
Còn tồn tại
- Họ Atelidae: khỉ rú, khỉ nhện và khỉ len
  - Phân họ Alouattinae
  - Phân họ Atelinae
    - Chi Ateles: Khỉ nhện
      - Ateles belzebuth
      - Ateles chamek
      - Ateles hybridus
      - Ateles marginatus
      - Ateles fusciceps
      - Ateles geoffroyi
      - Ateles arachnoides
      - Ateles paniscus

    - Chi Brachyteles: Khỉ nhện lông rậm
      - Brachyteles arachnoides
      - Brachyteles hypoxanthus

    - Chi Lagothrix: Khỉ len
      - Lagothrix lagotricha
      - Lagothrix cana
      - Lagothrix lugens
      - Lagothrix poeppigii

    - Chi Oreonax (đơn loài): Khỉ nhện đuôi bông

Thời tiền sử
- Phân họ Atelinae
  - Chi Stirtonia
    - Stirtonia tatacoensis
    - Stirtonia victoriae

  - Chi Protopithecus
    - Protopithecus brasiliensis

  - Chi Caipora
    - Caipora bambuiorum

  - Chi Solimoea
    - Solimoea acrensis